# ナガセケンコー
ナガセケンコー株式会社は、主として軟式野球・ソフトボール・ソフトテニスなどの球技ボールを製造・販売する会社である。

## 沿革
※ 会社概要｜ナガセケンコー（外部リンク）
- 1934年 - 東京都墨田区に長瀬護謨製作所を設立。軟式野球ボール、軟式テニスボール等の製造販売を始める。
- 1938年 - 第一次企業整備法により、同業ボールメーカーが合流して、日本軟式野球製造(株)を設立。
- 1943年 - 第二次企業整備法により、日本軟式野球製造(株)は解散、工場を閉鎖される。
- 1945年 - 終戦。
- 1946年 - 厚生省のボール製造指定工場となり、ボールの生産が始まる。長瀬護謨工業株式会社を設立。
- 1948年 * 第一回長瀬杯争奪関東軟式庭球大会を創設。(現 関東オープンソフトテニス大会)大阪出張所を開設する。
- 1950年 - 連盟が旧型軟式野球ボールを廃止して、新意匠を制定する。弊社のディンプル型健康ボール(軟式野球ボール)が連盟の公認球に指定される。
- 1951年 - 業務拡充に伴い代理店制度を確立。有力問屋と特約契約を結び、全国的な販売体制が整う。ソフトボール(協会検定球)の製造販売に着手する。
- 1953年 - 軟式庭球ボール(連盟公認球の新ブランド)を募集し、エヌワンテニスボールが誕生。
- 1956年 - 第一回全日本女子招待軟式庭球大会を創立。(現 全日本女子選抜ソフトテニス大会）第一回全日本インドア軟式庭球大会を創立。(現 全日本インドアソフトテニス大会）
- 1965年 - 大阪出張所を大阪営業所に改称する。
- 1980年 - バドミントンコート(協会公認)の製造販売に着手する。
- 1981年 - 軟式野球資料室を開設する。
- 1982年 - 軟式野球、ソフトテニスの海外普及に着手する。
- 1984年 - インドア専用テニスコート・新体操用フロアマットの製造販売に着手する。
- 1985年 - 福岡営業所を開設する（現 九州営業所）。社名変更、ナガセケンコー株式会社に改称する。
- 1988年 - ケンコーナックステニスボール(協会公認球)の販売とプロモーションにむけ、ステファン・エドバーグと契約する。
- 1991年 - 卓球用フロアマットの製造販売に着手する。(1992バルセロナオリンピックに正式採用。）
- 1988年 - 世界野球連盟から野球普及発展への貢献が評価され功労賞を受賞。
- 2000年 - 軟式野球の国際化を目指し、ケンコーワールドを発売する。ソフトテニスボールをエヌワンからケンコーに改称する。
- 2002年 - ケンコーカップ第1回全国ジュニアソフトテニス大会を創設する。
- 2005年 - 名古屋営業所を開設する。
- 2010年 - 第1回ナガセ・スペシャル・ソフトテニス・キャンプを開催する。
- 2013年 - 代表取締役会長に長瀬二郎、代表取締役社長に長瀬泰彦が就任する。
- 2015年 - 代表専務取締役に柳田昌作が就任する。
- 2016年 - 代表取締役社長に柳田昌作、取締役名誉会長に長瀬二郎が就任する
- 2021年 - 代表取締役社長に星久美、取締役会長に長瀬泰彦が就任する。
- 2023年1月5日 - 本社屋を東京都墨田区墨田1丁目6-7へ移転し、営業を開始。

## 主な製品
- ケンコーボール(軟式野球ボール) - (公財)全日本軟式野球連盟公認球

- ケンコーソフトテニスボール(ソフトテニスボール) - (公財)日本ソフトテニス連盟公認球、国際ソフトテニス連盟公認球、大韓庭球協会、中華民國軟式網球協會（台湾）

- ケンコーソフトボール(ソフトボール) - (公財)日本ソフトボール協会検定球

- ケンコーティーボール - 日本ティーボール協会推奨品、幼児教育ボール日本幼児健康教育指導者連盟推薦

- レクリエーション用品 - (公財)日本レクリエーション協会推薦

- スポーツフロアマット(インドア専用) - 世界卓球連盟公認

- テニスコートマット - 東京体育館、横浜国際プール他 使用実績多数

- バドミントンコートマット - 世界バドミントン連盟公認、(公財)日本バドミントン協会公認

- 卓球用マット - 国際卓球連盟公認

- ケンコーワールドボール - (一財)世界少年野球推進財団(WCBF)/世界少年野球大会使用球

- ボッチャ - 一般社団法人日本ボッチャ協会公認、公益財団法人日本レクリエーション協会推薦品